# Бромгексин
Бромгекси́н (лат. bromhexinum) — лекарственный препарат, оказывающий непрямое муколитическое (секретолитическое), отхаркивающее и противокашлевое действие. Улучшает проходимость дыхательных путей. Применяется при бронхитах, бронхиальной астме, туберкулёзе и других заболеваниях. Используется как в монотерапии, так и в составе комплексного лечения, в том числе входит в комплексные препараты. Относится к  международным непатентованным наименованиям.
Муколитический эффект оказывает активный метаболит бромгексина — амброксол.

## Общее описание
Бромгексин представляет собой синтетический муколитический препарат непрямого действия, производное алкалоида вазицина, действующего вещества сока растения (лат. Adhatoda vasica), который издавна применяется в Юго-восточной Азии в качестве отхаркивающего средства при лечении бронхита, астмы и других заболеваний.
Бромгексин достоверно влияет на вязкость мокроты, ее гнойность и проходимость дыхательных путей. Муколитическое действие бромгексина оказывает его метаболит амброксол. Отличительной особенностью бромгексина по сравнению с чистым амброксолом является его самостоятельное противокашлевое действие, аналогичное по мощности кодеину, а также способность провоцировать бронхиальную обструкцию. Эти нежелательные явления ограничивают возможности приема препарата, для уменьшения побочных действий используют комбинированные препараты.
Препарат не оказывает влияние на скорость психомоторных реакций.

## Фармакологические свойства

### Фармакокинетика
Бромгексин после перорального приёма практически полностью всасывается в течение 30 минут. Метаболизируется в печени (деметилируется и окисляется). Биодоступность при первичном прохождении через печень индивидуальна, составляет приблизительно 20 %. Максимальная концентрация в крови достигается приблизительно через час после приёма. Предельный период полураспада препарата составляет 15 часов.
Препарат проходит через гематоэнцефалический и плацентарный барьеры, попадает в грудное молоко.

### Фармакодинамика

#### Механизм действия
Амброксол, активный метаболит бромгексина, стимулирует синтез сурфактанта альвеолярными пневмоцитами II порядка. Это способствует разделению бронхиальной слизи гелевую и зольную фазы, в результате чего уменьшается ее адгезивность и восстанавливается мукоцилиарный клиренс. Также он препятствует слипанию ресничек реснитчатого эпителия. Дополнительно препарат воздействует на бронхиальные железы, стимулируя выработку нейтральных полисахаридов и вызывая высвобождение лизосомальных ферментов. Уменьшая адгезию бронхиальной слизи, он опосредованно повышает мукоцилиарный транспорт, что в сочетании с усилением секреции гликопротеидов обусловливает выраженный отхаркивающий эффект препарата. Также бромгексин имеет самостоятельное противокашлевое действие.

## Применение
Бромгексин применяют в качестве отхаркивающего средства при острых и хронических бронхитах разной этиологии, в том числе осложнённых бронхоэктазами, а также при инфекционно-аллергической форме бронхиальной астмы, туберкулёзе лёгких, острой и хронической пневмонии. Препарат можно использовать для санации бронхиального дерева в предоперационном периоде, а также для предупреждения скопления в бронхе густой вязкой мокроты после операции. Назначают также для ускорения выделения контрастного вещества после бронхографии. Препарат в виде таблеток и сиропа принимают независимо от приёма пищи.
Бромгексин применяют также в составе комбинированных препаратов с ментолом или эфирными маслами, например, с маслом эвкалипта, аниса, перечной мяты.
Бромгексин несовместим со щелочными растворами.

## Противопоказания
Бромгексин противопоказан людям с повышенной чувствительностью к нему. Сироп противопоказан людям с непереносимостью фруктозы. Препарат не дают детям до трёх лет. Также противопоказаниями являются беременность и грудное вскармливание.
У пациентов, страдающих бронхиальной астмой, при язвенной болезни желудка, а также при указаниях на желудочное кровотечение в анамнезе, бромгексин следует применять под контролем врача.
Бромгексин не применяют одновременно с лекарственными средствами, содержащими кодеин, так как это затрудняет откашливание разжиженной мокроты.

### Побочные действия
- Со стороны пищеварительной системы: рвота, диспептические явления, транзиторное (быстро проходящее) повышение активности печеночных трансаминаз в сыворотке крови.
- Со стороны центральной нервной системы: головная боль, головокружение.
- Дерматологические реакции: повышенное потоотделение, кожная сыпь.
- Со стороны дыхательной системы: кашель, бронхоспазм.

## Документы
- Реестровая запись ЛС-002024 : Бромгексина гидрохлорид // Государственный реестр лекарственных средств. — Минздрав РФ, 2006. — 22 сентября.
- Регистрационное удостоверение ЛП-005820 : Бромгексин // Государственный реестр лекарственных средств. — Минздрав РФ, 2019. — 5 сентября.
- Рабинович, Л. Я. Инструкция по медицинскому применению лекарственного препарата Бромгексин : ЛП-005820-050919 / ООО «Тульская фармацевтическая фабрика». — Министерство здравоохранения Российской Федерации, 2019. — 5 сентября. — 6 с.
- Бромгексин — официальный сайт вещества // Инструкция по применению, аналоги, статьи

1. ↑  Бромгексин: сайт, посвященный веществу. Бромгексин (25 августа 2022). Дата обращения: 22 марта 2021. Архивировано 14 апреля 2021 года.